# Asadabad (Afganistan)
Asadabad (paszto/pers. اسعد‌آباد) – miasto w północno-wschodnim Afganistanie. Jest stolicą prowincji Kunar. W 2021 roku liczyło ponad 39 tys. mieszkańców, choć w 1979 roku populacja wynosiła zaledwie 2 tys. osób. Leży w górskiej dolinie w Hindukuszu (historyczny Kafiristan), u zbiegu rzek Kunar i Pech, blisko granicy z Pakistanem, co powoduje, że często trafiają do niej nielegalni imigranci. 
W starożytności znalazło się w pobliżu trasy przemarszu Aleksandra Wielkiego do Indii, natomiast na przełomie XIV i XV wieku zdobył je Babur. W przeszłości znajdowało się pod panowaniem Imperium Achemenidów, Królestwa Greko-Baktryjskiego. Leży w zdecydowanie wiejskiej okolicy, zamieszkiwanej przez Pasztunów i niezislamizowanej aż do lat 90. XIX wieku. Od 1896 roku znacznie polepszyła się tu infrastruktura, wybudowano sklepy oraz drogi. W czasie wojny afgańskiej (1979-1988) miasto służyło za bazę dla wojsk radzieckich.